# Buss (ljudteknik)
Buss är i ljudteknik sammanhang en funktion som skickar en eller flera kanaler av ljud till samma ställe i en mixer. 
Man kan skicka hela ljudet till bussen, till exempel alla trumspår så man får alla på samma kanal och kan kontrollera dem med en enda regel. Eller så kan man låta bussen dela ljudet via en "Send"-effekt. Då skickas en del av ljudet till bussen, där man kanske lägger en effekt. På det viset får man både ljudet med effekter och direktljud. 